# Altes Lager (Münsingen)

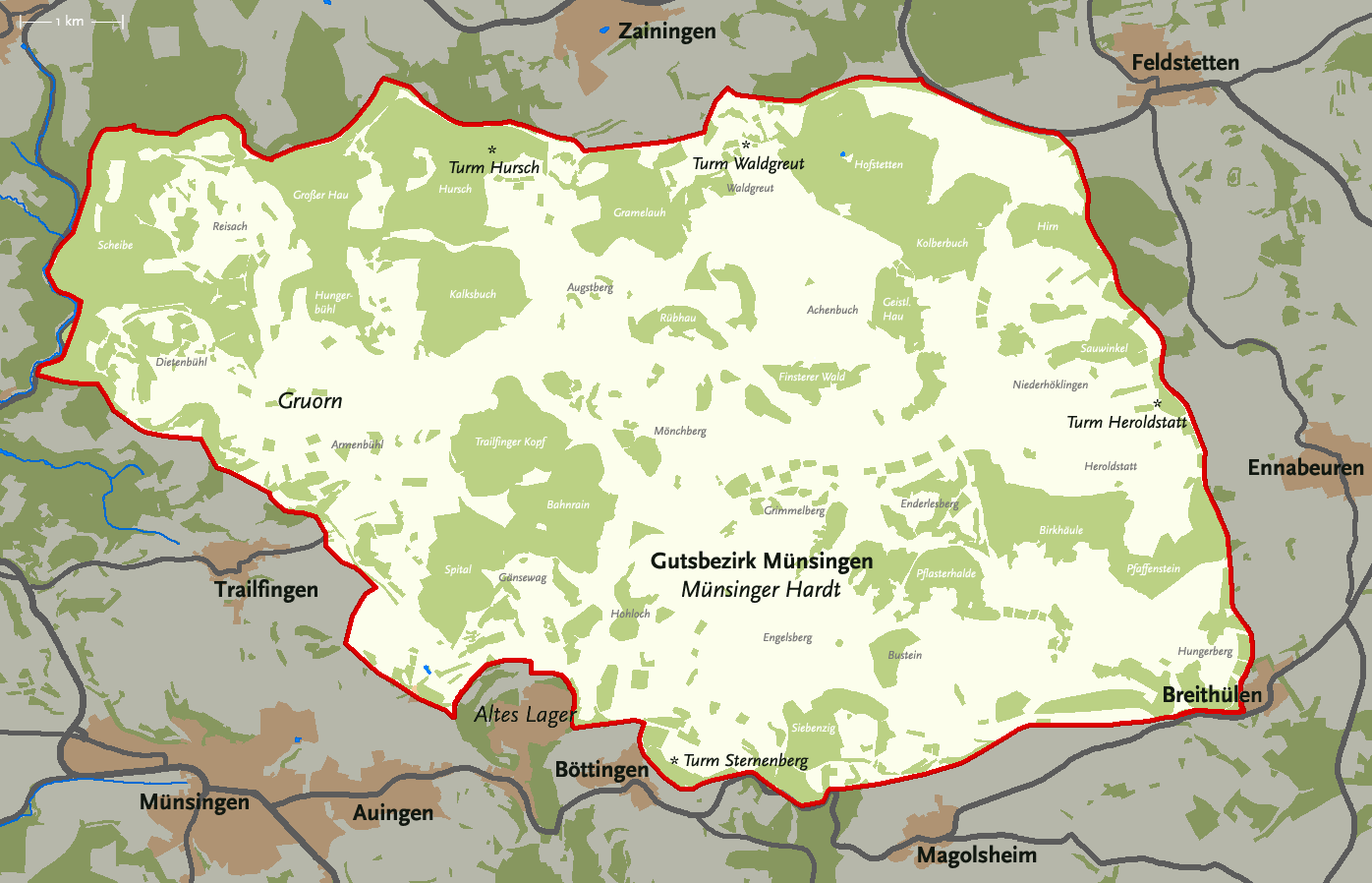
Karte des Gutsbezirks, im Süden das Alte Lager

Das Alte Lager in Münsingen im Landkreis Reutlingen in Baden-Württemberg ist eine seit 1996 unter Denkmalschutz stehende ehemalige Truppenunterkunft aus dem Kaiserreich des ausgehenden 19. Jahrhunderts.

## Geschichte

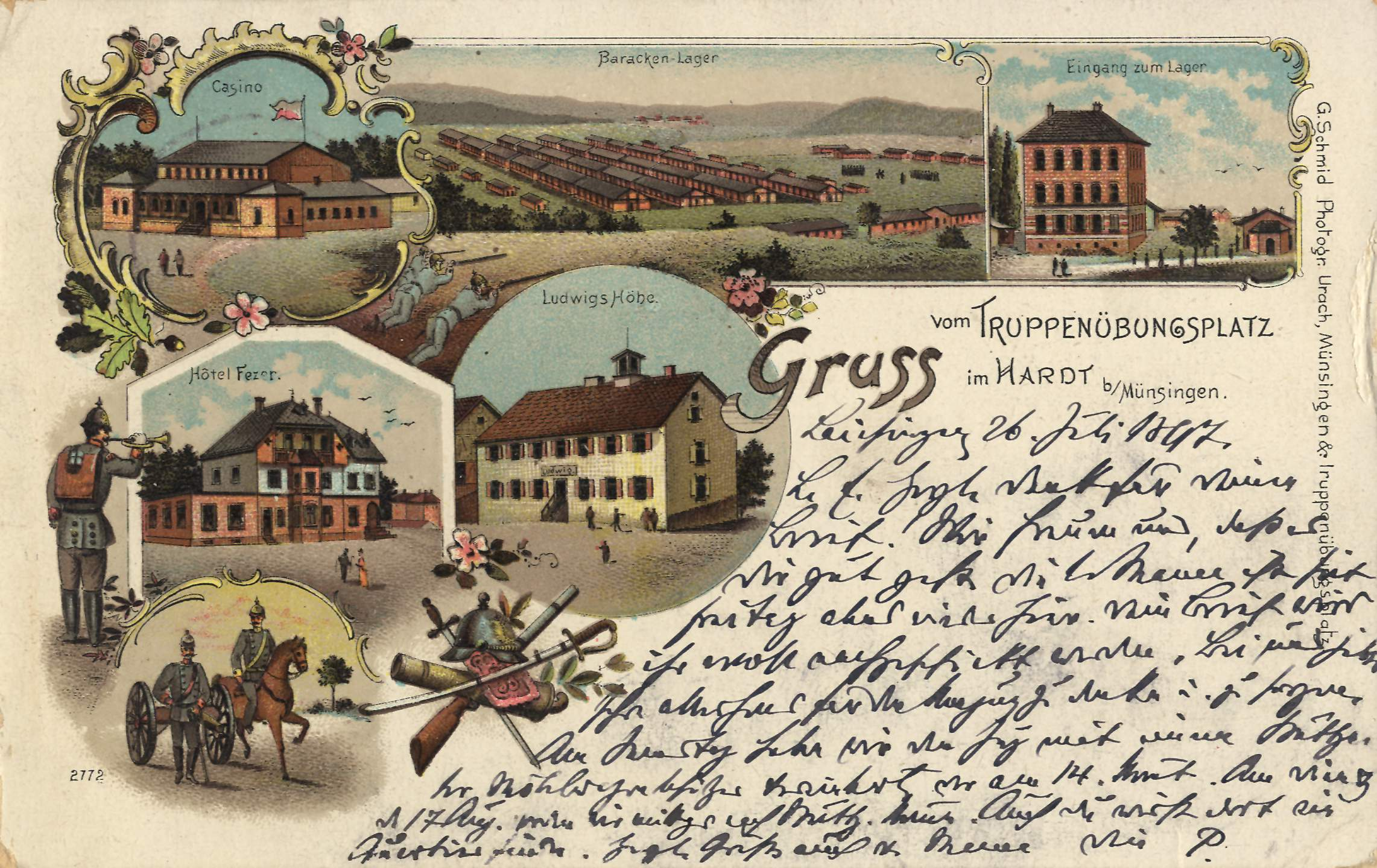
Altes Lager auf einer Postkarte von 1897

Der ehemalige Truppenübungsplatz des XIII. Königlich Württembergischen Armeekorps wurde 1895 auf der Schwäbischen Alb eingerichtet. Die damals erbauten Mannschafts-, Leutnants- und Offiziersbaracken, das Proviantdepot und die Offiziersspeiseanstalt sind in ihrer äußeren Gestalt bis heute fast unverändert geblieben.

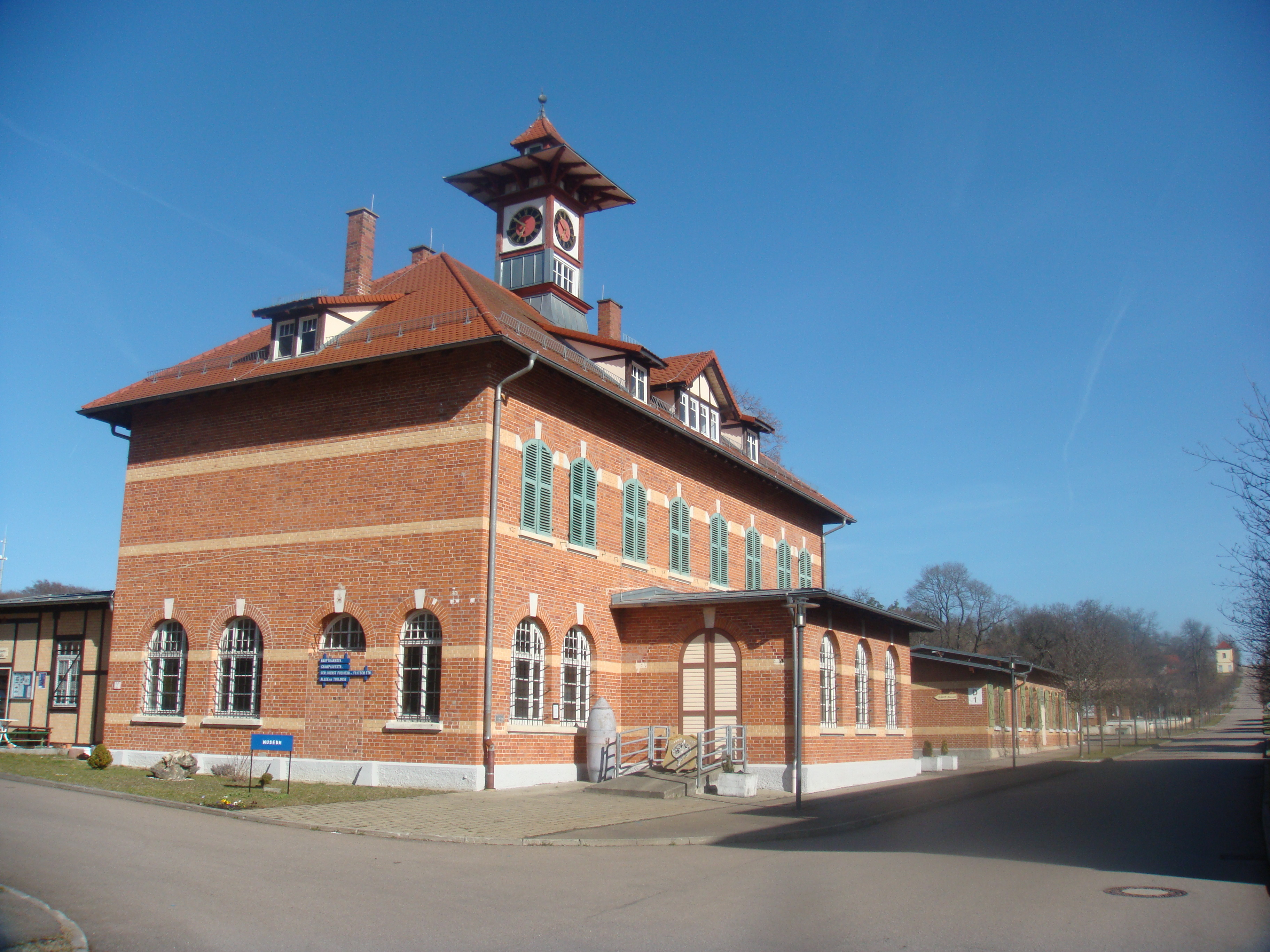
Ehemaliges Postgebäude im Alten Lager

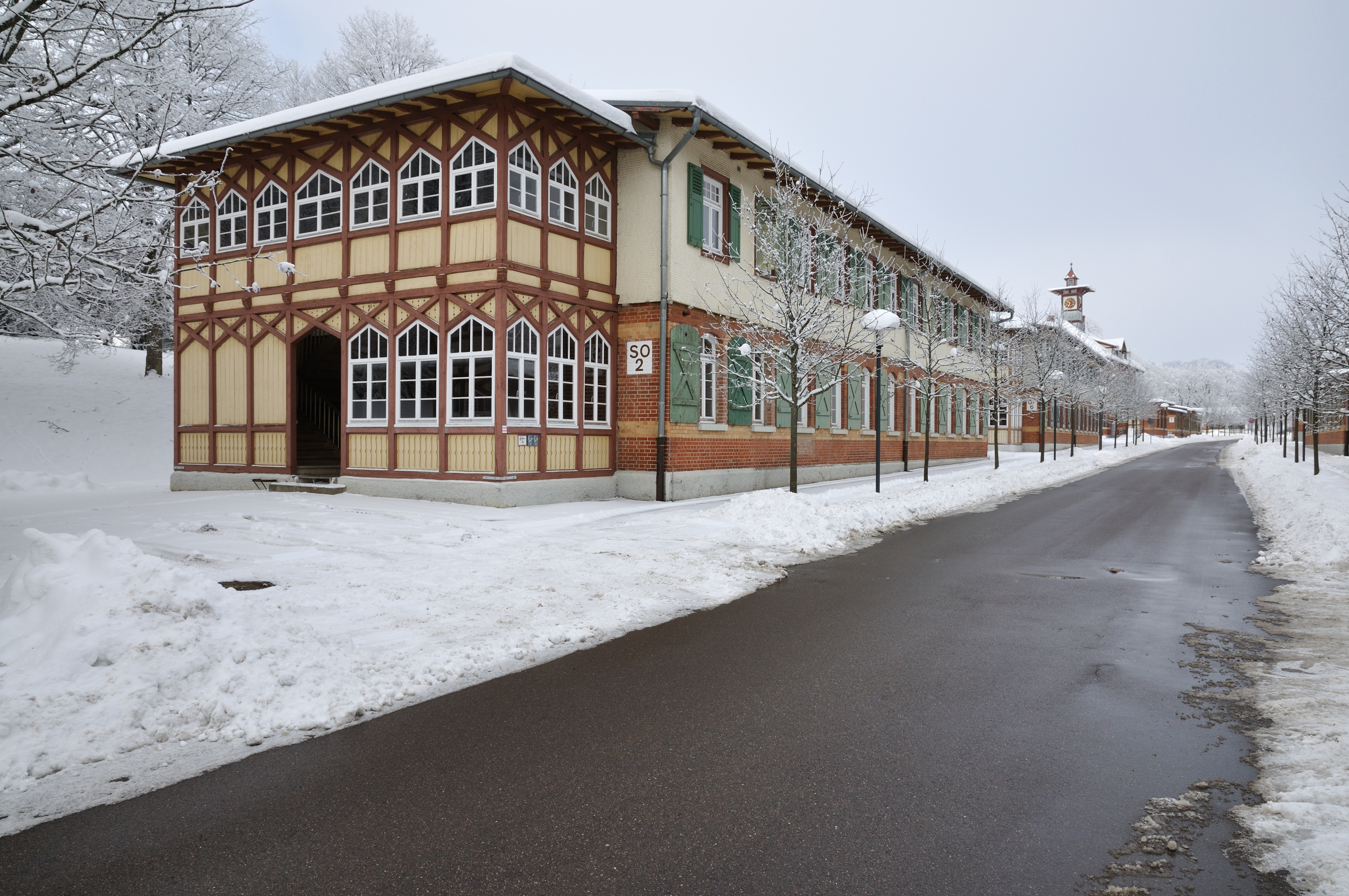
Stabsgebäude am Lagereingang

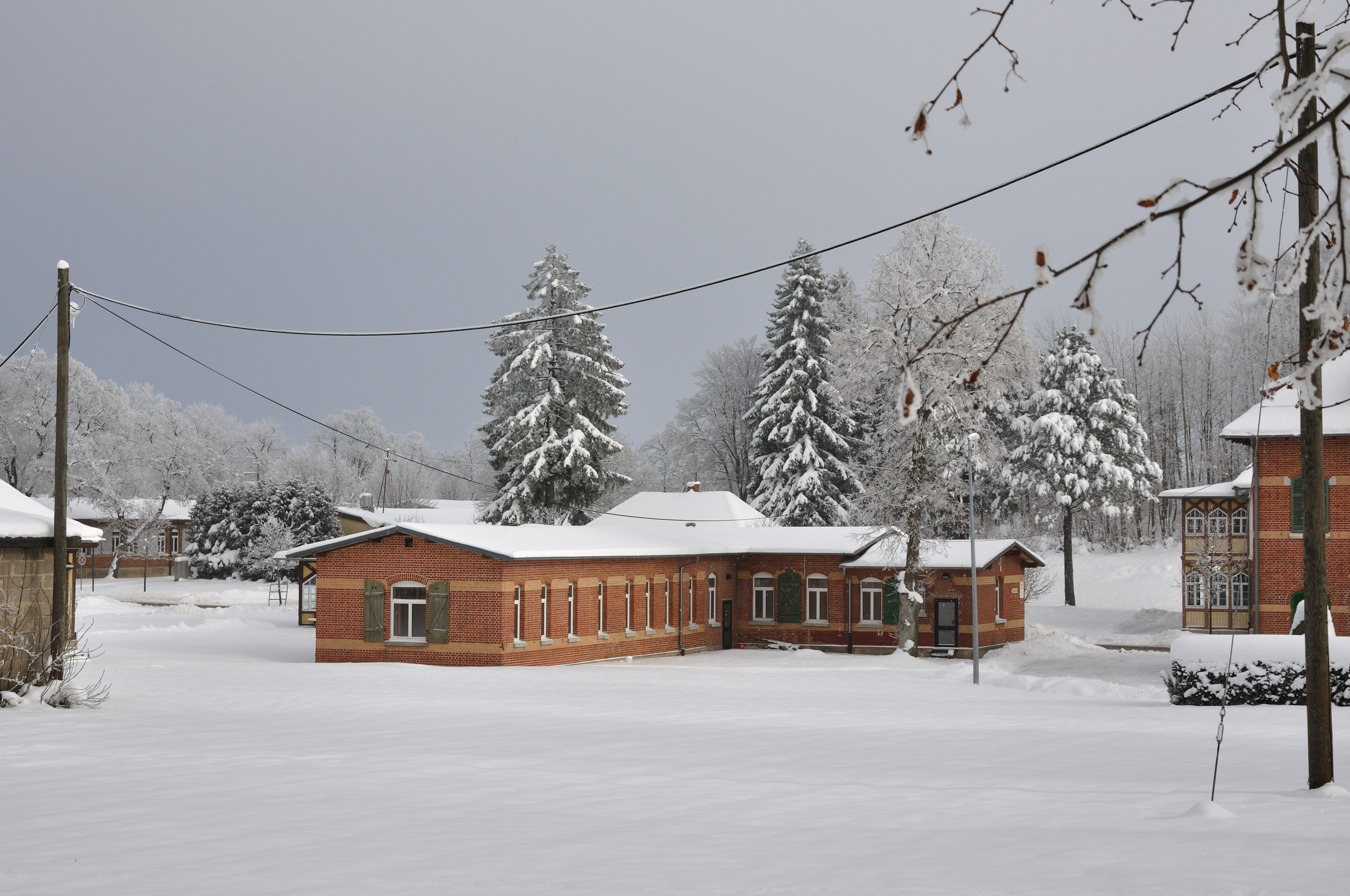
Truppenunterkunft

In beiden Weltkriegen waren Kriegsgefangene im Alten Lager untergebracht. Nach dem Zweiten Weltkrieg waren jahrzehntelang französische Truppen im Alten Lager stationiert, ab 1957 durfte auch die deutsche Bundeswehr Manöver durchführen. Am 1. August 1992 wurde es der Bundeswehr übergeben, da die Französische Armee ihre stationierten Truppen aus dem wiedervereinigten Deutschland abzog.
Der Truppenübungsplatz Münsingen wurde Ende 2005 geschlossen.

## Heutige Nutzung
Das Alte Lager ist derzeit täglich von 9:00 Uhr bis 19:00 Uhr frei zugänglich und mittels eines Ende 2019 eröffneten Fuß- und Radwegs an das Biosphärengebiet Schwäbische Alb bzw. den ehemaligen Truppenübungsplatz angeschlossen. Führungen sind nach Voranmeldung oder an bestimmten Terminen möglich.
Am 23. Oktober 2010 wurde im Alten Lager das Informationszentrum für das Biosphärengebiet Schwäbische Alb eröffnet. Die Alte Wache und ein Stabsgebäude wurden durch eine Stahlglasrahmenkonstruktion miteinander verbunden. Neben den Geschäftsstellen des Biosphärengebietes und des Vereins Geopark Schwäbische Alb e.V. und Räumen für Seminare und Gruppenarbeiten wurde eine Ausstellungsfläche von rund 450 Quadratmetern geschaffen. In der interaktiv gestalteten Ausstellung können sich Besucher über die Biosphärenreservate weltweit, den angrenzenden ehemaligen Truppenübungsplatz Münsingen, die heimischen Wälder, Imkerei, Beweidung und die Stadt-Land-Beziehungen in der Region informieren.
In den Gebäuden OF 5 und BT 34 hat Traditionsgemeinschaft Truppenübungsplatz Münsingen e. V. ihr Museum eingerichtet. Dort wird über die wechselvolle Geschichte des ehemaligen Truppenübungsplatzes, ausgehend vom Kaiserreich über den Ersten Weltkrieg, die Weimarer Republik, das Dritte Reich, den Zweiten Weltkrieg, die französische Besatzungszeit und die Bundesrepublik Deutschland, informiert. Im ehemaligen Mannschaftsgebäude BT 34 kann eine original eingerichtete Truppenunterkunft besichtigt werden.
Auch die Hochschule für Wirtschaft und Umwelt Nürtingen-Geislingen nutzt Räumlichkeiten im Alten Lager.
Am 1. November 2015 wurde das Alte Lager durch Verkauf privatisiert und wird heute von der Firma Albgut betrieben und verwaltet.
Auch sogenannte Albmaler werden ausgestellt. Vertreten sind Künstler wie Theodor Schüz, Felix Hollenberg, Christian Landenberger, Karl Caspar und Martin Nicolaus.